# Lena Nyman-priset
Lena Nyman-priset är ett pris som Lena Nyman-sällskapet delar ut årligen den 23 maj till Lena Nymans minne. Det ska gå till en skådespelare, artist eller konstnär, som verkar i Lena Nymans anda. Priset delades ut första gången samtidigt med sällskapets bildande den 23 maj 2014, vilket skulle ha varit Lena Nymans 70-årsdag. Det består av en flaska Dom Perignon som var hennes favoritchampagne och delas ut vid hennes grav på Norra begravningsplatsen i maj.

## Pristagare
- 2014 – Edda Magnason, sångerska, musiker, skådespelare
- 2015 – Alexander Mørk-Eidem, regissör
- 2016 – Malin Levanon, skådespelare
- 2017 – Liv Strömquist och Ada Berger, serietecknare respektive regissör[3]
- 2018 – Sara Danius,  litteraturvetare, författare[4]
- 2019 – Andreas T. Olsson, skådespelare och manusförfattare
- 2020 – Gina Dirawi, författare och programledare[5]
- 2021 – Lisa Nilsson, sångerska[6]
- 2022 – Kayo, sångerska och skådespelare
- 2023 – Amy Deasismont, skådespelare och manusförfattare[7]
- 2024 – Marie Göranzon, skådespelare[8]